# Jaguar C-Type
Jaguar C-Type (officielt kaldet Jaguar XK120-C) er en sportsvogns racerbil, der blev fremstillet og solgt af Jaguar mellem 1951 og 1953. C'et står for "competition" (konkurrence).
Bilen kombinerede gearet fra den samtidige XK120, med en letvægtsramme designet af Jaguar Chief Engineer William Heynes, og en aerodynamisk karrosseri i aluminium, der blev udviklet af William Heynes, R J (Bob) Knight og senere Malcolm Sayer. Der blev fremstillet 53 eksemplarer af C-Typen, hvoraf 43 blev solgt til private ejere, primært i USA.

## Værdi
Bilen blev solgt for omkring $6.000, da den var ny, hvilket var omkring dobbelt så meget som en XK120. I en artikel fra 11. juni 2003 i Autocar ("Slick Cat Jaguar", p. 70) blev værdien på en "ægte, synd" C-Type estimeret til £400.000, og værdien på 1953 Le Mans vinderen-bilen til omkring £2 mio; replikaer findes fra forskellige kilder til omkring £40.000.
En C-Type der har været ejet og brugt i racerløb af Phil Hill blev solgt på en amerikansk auktioner i august 2009 for $2.530.000 og en anden C-Type blev solgt på Pebble Beach auktion i 2012 for $3.725.000, En ikke-restaureret C-Type der deltog i Le Mans blev solgt for £5.715.580, under Grand Prix Historique i Monaco. I august 2015 blev en eks-Ecurie Ecosse Lightweight C-type, chassis XKC052 og den anden af kun tre letvægtsudgaver, der var blevet kørt af Peter Whitehead og Ian Stewart som fik fjerdepladsen ved 24 Timers Le Mans i 1953 solgt for $13,2 mio. på en auktion i Californien.